# 정한샘
정한샘(1992년 8월 8일 ~)은 대한민국의 뮤지컬 배우다. 2021년 뮤지컬 '와일드 와일드 판타스틱나이트메어'로 데뷔했다.

## 방송
- 내일은 미스터트롯 (2020) - Top101
- 내일은 국민가수 (2021) - Top111
- 진격의 할매 (2022)
- 피지컬: 100 (2023) - Top20
- 오빠시대 (2023) - Top20(15위)

## 공연
- 와일드 와일드 판타스틱나이트메어 (2021)
- 2022 WILD WILD [와일드 와일드] 판타스틱나이트메어 (2022)

## 수상
- 월드스포츠탑모델쇼 패션모델 1위 및 그랑프리
- 피트니스코리아 모델 스포츠모델 1위 및 그랑프리